# Hanjo Sauer
Hanjo Sauer (* 28. März 1944) ist ein deutscher römisch-katholischer Theologe.

## Leben und Wirken
Als erstes Kind von Andreas und Elisabeth Sauer (geb. Ehrlich) besuchte Sauer von 1950 bis 1954 die Kaulbergschule in Bamberg und von 1954 bis 1963 das humanistische Alte Gymnasium in Bamberg (heute Kaiser-Heinrich-Gymnasium) und das Studienseminar Aufseesianum. Nach dem Eintritt in das Priesterseminar studierte er von 1963 bis 1965 Philosophie an der Philosophisch-Theologischen Hochschule Bamberg und erwarb den Abschluss mit dem Admissionsexamen. Von 1965 bis 1968 studierte er Theologie an der Universität Innsbruck (Collegium Canisianum) (Redaktion des Korrespondenzblattes), von 1968 bis 1969 folgte ein Studium am Institut Catholique de Paris und von 1970 bis 1973 in Innsbruck, wo er Tutor für Dogmatik am Canisianum war. Josef Schneider weihte ihn 1972 in Bamberg zum Priester. 
Nach der Promotion zum Dr. theol. in Innsbruck (1974) mit einer Dissertation über den Theologiebegriff bei Franz von Baader war er von 1974 bis 1979 Mitarbeiter bei SOS-Kinderdorf - International (Projektleitung beim Aufbau des SOS-Kinderdorfes in Kairo und Aufbau der Hermann-Gmeiner-Akademie in Innsbruck). In Münchberg wirkte er von 1979 bis 1980 als Seelsorger und Religionslehrer am Gymnasium Münchberg. Von 1980 bis 1983 war er Religionslehrer am Kaiser-Heinrich-Gymnasium Bamberg und in der Jugendarbeit in der MC / GCL Regina Mundi in Bamberg tätig. 
Sauer hatte von 1981 bis 1985 einen Lehrauftrag für Dogmatik an der Theologischen Fakultät der Universität Bamberg inne. Von 1985 bis 1992 war er Diözesanfamilienseelsorger der Erzdiözese Bamberg. Nach der Habilitation 1992 in Fundamentaltheologie und Religionswissenschaft an der Universität Würzburg mit einer Arbeit über die Offenbarungskonstitution des II. Vatikanischen Konzils wurde er 1993 zum Professor für Fundamentaltheologie an der Katholisch-Theologischen Hochschule Linz berufen, wo er von 1996 bis 1998 auch Rektor war und von 2000 bis 2002 als Prorektor wirkte. Im Sommersemester 2003 hatte er einen Forschungsaufenthalt an der Catholic Theological Union. 2009 wurde er emeritiert, ist aber weiterhin mit Lehrveranstaltungen betraut.
Zum Vorsitzenden des Verwaltungsrates des deutschen SOS-Kinderdorf Vereins wurde er 1995 gewählt. 

## Schriften (Auswahl)
- Ferment der Vermittlung. Zum Theologiebegriff bei Franz von Baader (= Studien zur Theologie und Geistesgeschichte des neunzehnten Jahrhunderts. Band 27). Vandenhoeck & Ruprecht, Göttingen 1977, ISBN 3-525-87482-0 (zugleich Dissertation, Innsbruck 1974).
- Erfahrung und Glaube. Die Begründung des pastoralen Prinzips durch die Offenbarungskonstitution des II. Vatikanischen Konzils (= Würzburger Studien zur Fundamentaltheologie. Band 12). Lang, Frankfurt am Main u. a. 1993, ISBN 3-631-44779-5 (zugleich Habilitationsschrift, Würzburg 1992).
- als Herausgeber mit Franz Josef Gruber: Lachen in Freiheit. Theologische Skizzen. Walter Raberger zum 60. Geburtstag. Pustet, Regensburg 1999, ISBN 3-7917-1674-3.
- als Herausgeber mit Franz Gmainer-Pranzl: Leben – Erleben – Begreifen. Zur Verbindung von Person und Theologie. Festgabe für Johannes Singer zum 80. Geburtstag (= Linzer philosophisch-theologische Beiträge. Band 5). Lang, Frankfurt am Main u. a. 2001, ISBN 3-631-37981-1.
- als Herausgeber mit Walter Raberger: Vermittlung im Fragment. Franz Schupp als Lehrer der Theologie. Pustet, Regensburg 2003, ISBN 3-7917-1847-9.
- als Herausgeber mit Alfons Riedl: Die Menschenrechte als Ort der Theologie. Ein fundamental- und moraltheologischer Diskurs (= Linzer philosophisch-theologische Beiträge. Band 9). Lang, Frankfurt am Main u. a. 2003, ISBN 3-631-39904-9.
- als Herausgeber mit Monika Leisch-Kiesl: Religion und Ästhetik bei Ingmar Bergman und Luis Buñuel. Eine interdisziplinäre Auseinandersetzung mit dem Medium Film (= Linzer philosophisch-theologische Beiträge. Band 12). Lang, Frankfurt am Main u. a. 2005, ISBN 3-631-53243-1.
- als Herausgeber mit Thomas Franz: Glaube in der Welt von heute. Theologie und Kirche nach dem Zweiten Vatikanischen Konzil. Für Elmar Klinger. 2 Bände. Echter, Würzburg 2006, ISBN 3-429-02804-3.
- Wie von Gott reden? Ansätze der Theologie im 20. Jahrhundert (= Linzer philosophisch-theologische Beiträge. Band 26). Lang, Frankfurt am Main u. a. 2013, ISBN 3-631-60783-0.
- als Herausgeber mit Winfried Haunerland: Liturgie – Spiegel des Kirchenbildes. Wer das Volk Gottes ist und wie es feiert. Styria Premium, Wien/Graz/Klagenfurt 2013, ISBN 3-222-13385-9.
- als Herausgeber mit Julia Allerstorfer: Migration in Theologie und Kunst. Transdisziplinäre Annäherungen (= Linzer philosophisch-theologische Beiträge. Band 31). Lang, Frankfurt am Main u. a. 2017, ISBN 3-631-67571-2.